# Ласкин, Бора
Достопочтенный Бо́ра Ла́скин (англ. Bora Laskin, 5 октября 1912, Форт-Уильям — 26 марта 1984) — главный судья Верховного суда Канады с 1973 по 1984.
Родился в Форт-Уильяме в семье Макса Ласкина и Блумы Цингель, окончил Торонтский университет и Юридическую школу Осгуд-Холл — альма-матер многих главных судей Канады. В 1935 году получил степень мастера искусств, а в 1936 году — бакалавра права. В Торонтском университете состоял членом братства Сигма-Альфа-Мю. В 1937 году стал магистром права Гарвардской юридической школы.